# 植民地革命
植民地革命（しょくみんちかくめい）とは、植民地における革命であり、武力を使用した独立戦争なども含まれる。なお革命とは短期間で体制が抜本的に変革される事を意味し、必ずしも暴力革命とは限らない。

## 概要
歴史上で著名な植民地革命にはアメリカ独立革命があり、ボストン茶会事件を契機に宗主国であるイギリスに対して独立運動や独立戦争を行い、大統領を長とする共和国として独立し、更にこの影響でハイチ革命など一連の大西洋革命が発生した。
第一次世界大戦ではロシア帝国、オーストリア＝ハンガリー帝国、オスマン帝国など多数の多民族帝国が崩壊し、独立運動や独立戦争などの結果、多数の植民地が独立した。また民族自決の原則が普及した。
更に第二次世界大戦後には第三世界と呼ばれたアジアやアフリカで多数の植民地が独立した。
なお形式的には独立後した後にも、実質的には支配が行われている状況を批判した用語に新植民地主義がある。